# Impatiens manteroana
Impatiens manteroana är en balsaminväxtart som beskrevs av Arthur Wallis Exell. Impatiens manteroana ingår i släktet balsaminer, och familjen balsaminväxter. Inga underarter finns listade i Catalogue of Life.